# YJ-7 (ミサイル)
YJ-7（中国語: 鷹撃-7, 拼音: Ying-Ji-7、輸出名：C-701）は、中華人民共和国で開発された対艦ミサイル。地対艦・空対地ミサイルとしても使用出来る。

## 概要
開発は、YJ-8などと同じく中国航天科工集団公司（CASIC）傘下の中国海鷹電気技術学院（CHETA; 第三航空宇宙学院）によって行われ、1998年の珠海エア・ショーで初めて公開された。輸出型においては、光学画像（TV）誘導型のC-701Tと、アクティブ・レーダー・ホーミング（ARH）誘導型のC-701ARの2種類があった。大きさは、同学院が開発したYJ-8対艦ミサイルの半分程度で、翼を折り畳んで発射機に収納する事も出来る。陸上の発射器やヘリコプター、航空機などから発射される。

## 戦歴
艦対艦型と陸上発射型がイランに採用され、「Kowsar」(資料によってはKosar)と呼ばれている。イランは「C-701」と「C-802」(イラン名はNoor)対艦ミサイルを、ライセンス生産している。

2006年7月14日 レバノンのシーア派武装組織ヒズボラに供給された陸上発射型「Kowsar」または「Noor」対艦ミサイルが、イスラエル海軍のサール5型コルベット「Hanit」に1発命中し乗組員4名が死亡している。

## YJ-9
2013年には、インターネットを通じて後継となる小型対艦ミサイル YJ-9 が公開された。このミサイルは、ヘリ等から指令を受けて優先順位を付けて攻撃できる能力を持っている。発射後にもデータリンクを通じて優先攻撃目標の変更が可能となっている。同様のサイズ・性能の小型対艦ミサイルTL-10と混同されるが、TL-10では前翼がボディの中ほどから出ているのに対して、YJ-7やYJ-9は、尾に近い方にある違いがある。